# 제25회 서울 국제 만화 애니메이션 페스티벌
제25회 서울 국제 만화 애니메이션 페스티벌은 2021년 10월 1일에 열린 시상식이다.

## 수상 및 후보

### 경쟁장편부문
- 알레피아 2053 - 조르주 아부 마하야 수상
- 에슬루나: 바빌론의 왕관 - 덴버 잭슨
- 타실리냐 - 실리아 카툰다 외 1명

### 경쟁단편부문
- 소방관 - 율리아 아로노바 수상
- 정처없는 길 - 김담은
- 아홉 살의 사루비아 - 장나리
- 그림자 두번째 소개 - 이지선
- 삐로삐로 - 백미영
- 대시 - 유소영
- 항구 - 앤드류 리먼
- 푸른 눈 - 라이언 그로빈스
- 뗏목 - 마르코 메스트로비치
- 작디 작은 - 에바 마리아 볼스카
- 우산 - 호세 프라츠 외 1명
- 해안선 - 소피 라신
- 날씨 좋은 날 - 리엔춘치엔
- 깊은 곳의 꿈들 - 레자 모함마디
- 누에보 리코 - 크리스티안 메르카도
- 천국 - 마지드레자 에바지
- 리틀 투 머치 - 마티나 스카펠리
- 가장자리 너머 - 로라 크루치아니
- 눈엣가시 - 에릭 몬차우드
- 티오 - 후안 메디나
- 떠내려가는 집 - 산드라 데스마지에레스

### 경쟁학생부문
- 강아지 왕 - 알렉스 툴로 수상
- REEL LIFE - Oluwakemi AFILAKA 외 8명 수상
- 마우스풀 오브 워터 - 심 라우드
- 앵커 - 제네비브 베가
- 추억 팝니다 - 마누엘 로페즈
- 당신에 대해 - 최서연
- 겨울의 색 - 아드리아나 비에조렉
- 태우지 못한 편지 - 베다 스터조
- 헬리콥터 맘 - 정희원
- Coeur de neige - Teo Criqui 외 5명
- 여기 있네요 - 루이 황
- 모든 산과 시냇물이 노래한다 - 차오쯔 황
- 마스크 아웃 - 세실리아 코르테
- 드로운 언드류 드로우 - 앤젤 우
- 헬퍼 - 안나 스졸로시
- 콥스랜드 - 양 리우
- 파라디들 - 카이 추안 양
- 손 - 티즈 윙 호
- 핸드 - 류 이페이
- 노바디 - 고혜민

### 경쟁 시카프 키드 부문
- 이쪽과 저쪽 - 리다 파즐리 수상
- 10,000개의 블럭으로 보는 세계사 - 마티아스 댄셸
- 토슈카와 친구들 : 조우 - 알렉산더 렌킨
- 패치워크 스네이크 - 안길라 스테픈
- 내 친구 호랑이 - 타티아나 키셀리바
- 사라와 친구들 : 미스미스 - 닐스 조안 런드
- You sold my roller skates? - Margaux CAZAL 외 5명
- 위급사태 - 리우카이디 펭
- 요정소녀들 - 안나 솔로비예바
- 더 프린세스 앤 더 벤디트 - 미하일 아다신 외 1명
- 거위를 지켜라! - 유리 비사히

### 경쟁 시네마틱스
- 3 Murs & un toit - Mathilde Dugardin 외 3명 수상
- 저주 - 표트르 카바트
- DICE & DRAGONS - Francois BARTOLI 외 8명
- 충돌 - 루이스 로즈
- 전쟁의 대가 - 파블로 디아즈 드 레온 힉스

### 경쟁 프로덕션 캐릭터 (극장판)
- 우주의 법칙 - 엘로힘의 시대 - 이마카케 이사무 수상
- 벤야민 - 모센 에나야티

### 경쟁 프로덕션 캐릭터 (TV)
- 리브&벨 - 키다 나츠키 수상
- 요원 조나 - 오렐리 폴렛
- 티시 태시 - 신창환

### 경쟁 실험
- 마그네티카 - 마르코 아루다 수상
- 교로, 극장에 가다 - 소이치 데이비드 하루야마
- 에고 에코 - 에즈라 벨그라도
- 나체의 승리 - 레오 크레인
- 타시를 위해 - 레베카 루이지 쑤
- 피라미드 - 윤이수
- 변신 - 루치오 아레세
- 중독 - 엔리코 지안나코

### 영화제 공식초청프로그램
- 내 이름은 꾸제트 - 클로드 바라스
- 극장판 귀멸의 칼날: 무한열차편 - 소토자키 하루오
- 테라 3D: 인류 최후의 전쟁 - 아리스토미니스 처바스

### 온라인 & 커미션드부문
- 플래시 - 브루노 시몽이스 수상
- TED-ED : 어떻게 원숭이 왕은 지하 세계를 탈출했나 - 모하마드 바바쿠이 외 1명
- Summer Nights - Pablo Roldan 외 1명
- Core - Nico Dorle 외 1명
- 래빗홀 - 허로
- Preserved Vegetables - WU Wen-rui 외 1명
- 일회용 친구 - 앙세인 살우드
- 현재의 문제 - 매즈 토르헤르센
- 리틀 지미 - 안나 룬드 코너업